# Xebec
K.K. Xebec (jap. 株式会社ジーベック, Kabushiki-gaisha Jībekku) war ein japanisches Animationsstudio.

## Geschichte
Xebec wurde im Mai 1995 als Tochterunternehmen des Animationsstudios Production I.G gegründet und ist seit 2007 Teil der gemeinsamen Holding IG Port. Das Unternehmen beschäftigt 100 Mitarbeiter. Eine Unterabteilung wurde mit dem Studio Xebec M2 etabliert, in dem zusätzlich 20 weitere Mitarbeiter beschäftigt wurden. Xebec M2 war verantwortlich für die Serien Petopeto-san, Hitohira und Zombie-Loan und zuletzt 2008 tätig. 2012 wurde in Nerima das Studio Xebec Zwei (XEBECzwei) gegründet, das 2015 seine erste Serie Sōkyū no Fafner: Exodus veröffentlichte.
Am 20. November 2018 verkaufte die Xebec-Muttergesellschaft IG Port das Studio an Sunrise, nachdem die Tochtergesellschaft in verschiedenen Jahren konstante Defizite hatte.
Am 12. Januar 2019 wurde Xebeczwei, eine Tochtergesellschaft von Xebec, in die Production I.G. überführt, wurde zu einer Tochtergesellschaft und änderte ihren Namen entsprechend in IGzwei.
Am 5. März 2019 gab Sunrise bekannt, dass sie ein neues Unternehmen, Sunrise Beyond, an der Adresse von Xebec gegründet haben, wobei die Geschäftstätigkeit von Xebec auf sie übertragen wurde.
Xebec hat am 31. Mai 2019 seine Existenz als Geschäftseinheit eingestellt. Die Postproduktionsteams, die nicht Teil des Verkaufs an Sunrise waren, wurden aufgeteilt und in mehrere IG-Port-Gesellschaften konsolidiert, aber Production I.G erbte das Vermögen des Unternehmens. Das Copyright von Xebec-Vergangenheitswerken wurde an die IG Port Gruppe als Ganzes zurückgesetzt.
Zu den Auftraggebern des Unternehmens zählen Bandai, Geneon Entertainment, Shūeisha und Shogakukan.

## Produktionen

### Filme
- 1998: Kidō Senkan Nadeshiko – The Prince of Darkness
- 2003: Binzume Yōsei
- 2005: Rockman.EXE: Hikari to Yami no Program
- 2008: Gekijōban Major: Yūjō no Winning Shot
- 2010: Gekijōban Break Blade Daiisshō: Kakusei no Koku
- 2010: Gekijōban Break Blade Dainishō: Ketsubetsu no Michi
- 2010: Gekijōban Break Blade Daisanshō: Kyōjin no Kizu
- 2010: Gekijōban Break Blade Daiyonshō: Sanka no Chi
- 2010: Sōkyū no Fafner: Heaven and Earth
- 2011: Gekijōban Break Blade Daigoshō: Shisen no Hate
- 2011: Gekijōban Break Blade Dairokushō: Dōkoku no Toride
- 2013: Eiga Hana Kappa Hana-sake! Pakkaan Chō no Kuni no Daibōken

### Fernsehserien
- 1989: Akuma-kun
- 1995: Sorcerer Hunters
- 1996: Bakusō Kyōdai Let’s & Go
- 1996: Kidō Senkan Nadeshiko
- 1998: Chosoku Spinner
- 1998: Seihō Bukyō Outlaw Star
- 1999: Arc the Lad
- 1999: Bakkyū Renpatsu!! Super B-Daman
- 2000: Candidate for Goddess
- 2000: Love Hina
- 2001: Shaman King
- 2001: Tales of Eternia: The Animation
- 2002: MegaMan NT Warrior
- 2003: D·N·Angel
- 2003: Rockman.EXE Axess
- 2003: Uchū no Stellvia
- 2004: Rockman.EXE Stream
- 2004: Sōkyū no Fafner
- 2005: Dinobreaker
- 2005: Erementar Gerad
- 2005: Magister Negi Magi
- 2005: Petopeto-san
- 2005: Rockman.EXE Beast
- 2006: Busō Renkin
- 2006: Rockman.EXE Beast+
- 2006: The Third − Aoi Hitomi no Shōjo
- 2007: Heroic Age
- 2007: Hitohira
- 2007: Zombie-Loan
- 2008: Kanokon
- 2008: Kyō no 5 no 2
- 2008: To Love-Ru -Trouble-
- 2009: Pandora Hearts
- 2010: Ladies versus Butlers!
- 2010: MM!
- 2010: Motto To Love-Ru -Trouble-
- 2011: Hen Semi
- 2011: Rio – Rainbow Gate!
- 2012: Haiyore! Nyaruko-san
- 2012: Rinne no Lagrange
- 2012: Rinne no Lagrange: Season 2
- 2012: To Love-Ru -Trouble- Darkness
- 2013: Haiyore! Nyaruko-san W
- 2013: Uchū Senkan Yamato 2199
- 2014: Break Blade
- 2014: Future Card Buddyfight
- 2014: Maken-ki! Tsū
- 2014: Shirogane no Ishi Argevollen
- 2014: Tōkyō ESP
- 2015: Future Card Buddyfight 100
- 2015: Sōkyū no Fafner: Exodus
- 2015: Sōkyū no Fafner: Exodus
- 2015: To Love-Ru -Trouble- Darkness 2nd
- 2015: Triage X
- 2016: Future Card Buddyfight Triple D
- 2016: Keijo!!!!!!!!
- 2017: BanG Dream!
- 2017: Clockwork Planet
- 2017: Future Card Buddyfight Battsu
- 2018: Full Metal Panic! Invisible Victory

### Original Video Animations
- 1996: Blue Seed 2
- 1996: Sorcerer Hunters
- 1998: Gekiganger 3
- 2002: Candidate for Goddess
- 2002: Love Hina Again
- 2008: Mnemosyne – Mnemosyne no Musume-tachi
- 2009: Kyō no 5 no 2: Hōkago
- 2010: Hen Semi
- 2012: Rinne no Lagrange: Kamogawa Days
- 2014: Fantasista Stella
- 2015: Haiyore! Nyaruko-san F

### Weitere Anime-Produktionen
- 2000: Love Hina Christmas Special – Silent Eve (Special)
- 2001: Love Hina Haru Special – Kimi Sakura chiru nakare!! (Special)
- 2005: Sōkyū no Fafner: Right of Left (Special)
- 2012: Upotte!! (Web-Anime)